# Caianello
Caianello ist eine italienische Gemeinde (comune) mit 1756 Einwohnern (Stand 31. Dezember 2023) in der Provinz Caserta in Kampanien. Die Gemeinde liegt etwa 32,5 Kilometer nordnordwestlich von Caserta an den Monti Trebulani. Der Verwaltungssitz der Gemeinde befindet sich im Ortsteil Santa Lucia.

## Verkehr
Caianello liegt an der Autostrada A1 von Mailand nach Neapel. Am östlichen Gemeinderand kreuzen die Strada Statale 6 Via Casilina von Rom nach Pastorano und die Strada Statale 372 Telesina nach Benevent.
Der Bahnhof von Vairano-Caianello liegt an der Bahnstrecke Roma–Cassino–Napoli.